# Senador José Porfírio
Senador José Porfírio è un comune del Brasile nello Stato del Pará, parte della mesoregione del Sudoeste Paraense e della microregione di Altamira.